# تپه جزینک کهنه
تپه جزینک کهنه مربوط به سده‌های ۱۰–۵ ه.ق است و در شهرستان زهک، بخش جزینک، شهر جزینک، یک کیلومتری جنوب غربی روستای ندام شرقی واقع شده و این اثر در تاریخ ۲۳ بهمن ۱۳۸۵ با شمارهٔ ثبت ۱۷۳۱۹ به‌عنوان یکی از آثار ملی ایران به ثبت رسیده است.